# Frank Yablans
Frank Yablans (Brooklyn, 27 de agosto de 1935 — Los Angeles, 27 de novembro de 2014) foi um empresário, produtor cinematográfico e roteirista norte-americano.